# Schloss Wachendorf (Starzach)
Das Schloss Wachendorf liegt im Starzacher Ortsteil Wachendorf im Landkreis Tübingen in Baden-Württemberg.
In der Mitte des Ortes liegt ortsbildprägend das alte und neue Schloss der Freiherren von Ow-Wachendorf nördlich und westlich der Schlossstraße neben großen Scheunen, Nebengebäuden, der Kirche und dem Pfarrhaus. Gemeinsam mit dem ausgedehnten, sich westlich anschließenden Schlossgarten prägen sie das Ortsbild von Wachendorf mit.
Die Familie von Ow wurde im Jahre 1681 von Kaiser Leopold I. in den Reichsfreiherrenstand erhoben. Zu ihren Rechten gehörte auch das Recht über Leben und Tod (Blutgerichtsbarkeit). Dies wurde dem Johann Reinhard (Zigeuner Meizel) am 30. Juni 1787 nach einer Reihe von Überfällen schlagartig klar. Der Scharfrichter hatte ihn mit dem Schwert zum warnenden Beyspiele vom Leben zum Tode gebracht. Ebenso wurde die geltende Rechtsprechung die Fleckenordnung von 1747 vom Grundherren Joseph Otto Freiherr von Ow erlassen. Auf dem Schlossgelände gibt es heute noch eine Gefängniszelle.
Das Schloss befindet sich noch heute im Privatbesitz der Familie von Ow-Wachendorf und kann in der Regel nicht öffentlich besichtigt werden. Zu besonderen Anlässen lassen sie jedoch kleine Besuchergruppen in ihr Schloss.